# Calochromus
Calochromus es un género de escarabajos de alas de red perteneciente a la familia Lycidae. Hay al menos 20 especies descritas en Calochromus. El género está muy extendido en zonas cálidas del Viejo Mundo. Los adultos (imago) se encuentran a menudo en los bordes del bosque y no es infrecuente en las flores de las plantas umbelas. 

## Descripción
La cabeza tiene forma de hocico y está extendida hacia adelante. El incecto es corto pero visible desde arriba, es decir, no está cubierto por el escudo pectoral. Las antenas tienen once articulaciones y están unidas muy juntas en la frente, cerca de las facetas de los ojos. El escudo pectoral (protórax) tiene forma casi cuadrada, con un borde lateral marcado y ligeramente elevado. Todas las patas tienen cinco articulaciones. En cuanto al color, tienen diferentes combinaciones de rojo y negro.

## Especies
| - Calochromus (Escalonius) amabilis Lea, 1899 - Calochromus conveniens Kleine, 1926 - Calochromus dimidiatus LeConte, 1875 - Calochromus diversus Kleine, 1925 - Calochromus fervens LeConte, 1881 - Calochromus formosanus Nakane - Calochromus harauensis | - Calochromus kelantanensis - Calochromus macropalpis Kleine, 1926 - Calochromus nagaii - Calochromus pallidulus Kleine, 1926 - Calochromus perfacetus (Say, 1825) - Calochromus rubrovestitus - Calochromus ruficollis LeConte, 1875 | - Calochromus samuelsoni - Calochromus sangkangensis - Calochromus shirozui Nakane - Calochromus slevini Van Dyke, 1918 - Calochromus sororius Kleine, 1926 - Calochromus subparallelus Pic - Calochromus sungkangensis Nakane |